# Filiolus
Filiolus is een vliegengeslacht uit de familie van de roofvliegen (Asilidae).

## Soorten
- F. alenkae Lehr, 1995
- F. apicalis (Becker in Becker & Stein, 1913)
- F. baratovi Lehr, 1995
- F. elkantarae (Becker, 1907)
- F. galophilus (Lehr, 1961)
- F. graminicola (Lehr, 1958)
- F. kamkalensis Lehr, 1995
- F. lopatini Lehr, 1967
- F. serkovae Lehr, 1995
- F. tarbagataicus Lehr, 1995
- F. tchernovi Lehr, 1995
- F. tugajorum (Lehr, 1961)